# Donald Allan
Donald John Allan, född den 24 september 1949 i Melbourne. är en australisk före detta tävlingscyklist. Han började sin karriär som landsvägscyklist och som amatör representerade han sitt hemland i både linjeloppet (58:a) och lagtempoloppet (17:e) vid de Olympiska spelen 1972. Året efter deltog han i de europeiska etapploppen för amatörer, vilket gav en etappseger i vardera Fredsloppet, Österrike runt och Scottish Milk Race. 1974 blev han professionell och deltog i två Tour de France och två Vuelta a España, med en etappseger i det sistnämnda som främsta landsvägsmerit (den första australiska etappsegern i vueltans historia).
Efter landsvägssäsongen 1976 flyttade Allan till inomhusvelodromerna och började köra sexdagarslopp med sin landsman Danny Clark som partner. Tillsammans vann de femton stycken 1976–1982 (Allan vann därtill ytterligare två med andra partners) samt blev europamästare i madison 1979 (mästerskapen var öppna även för icke-européer och betraktades som "inofficiellt världsmästerskap" i madison).

## Meriter – professionell

### Landsväg
| 1974 4:a i Omloop der Beide Vlaanderen | 1975 Vinnare av etapp 17 i Vuelta a España Vinnare av prologen i Ronde van Nederland 2:a totalt i Herald Sun Tour | 1976 9:a i linjelopp vid Världsmästerskapen |

### Bana

#### Europamästerskap[3][4]
| 1976/1977 2:a i madison med Danny Clark | 1979/1980 Europamästare i madison med Danny Clark |

#### Sexdagarslopp[5][4]
Nedan listas Allans vinster i sexdagarslopp:
| 1976/1977 Gents sexdagars med Danny Clark 1977/1978 Münsters sexdagars med Danny Clark Köpenhamns sexdagars med Danny Clark 1978/1979 Londons sexdagars med Danny Clark Hernings sexdagars med Danny Clark Melbournes sexdagars med Hilton Clarke | 1979/1980 Gents sexdagars med Danny Clark Maastrichts sexdagars med Danny Clark Hannovers sexdagars med Danny Clark 1980/1981 Münsters sexdagars med Danny Clark Londons sexdagars med Danny Clark Münchens sexdagars med Danny Clark Rotterdams sexdagars med Danny Clark | 1981/1982 Münchens sexdagars med Danny Clark Madrids sexdagars med Faustino Rupérez 1982/1983 Gents sexdagars med Danny Clark Hernings sexdagars med Danny Clark |